# دنیل ویلیامز (بازیکن فوتبال)
دنیل ویلیامز (انگلیسی: Daniel Williams؛ زاده ۸ مارس ۱۹۸۹) یک بازیکن فوتبال اهل ایالات متحده آمریکا است.
وی همچنین در تیم ملی فوتبال ایالات متحده آمریکا بازی کرده است.